# رقابت فضایی

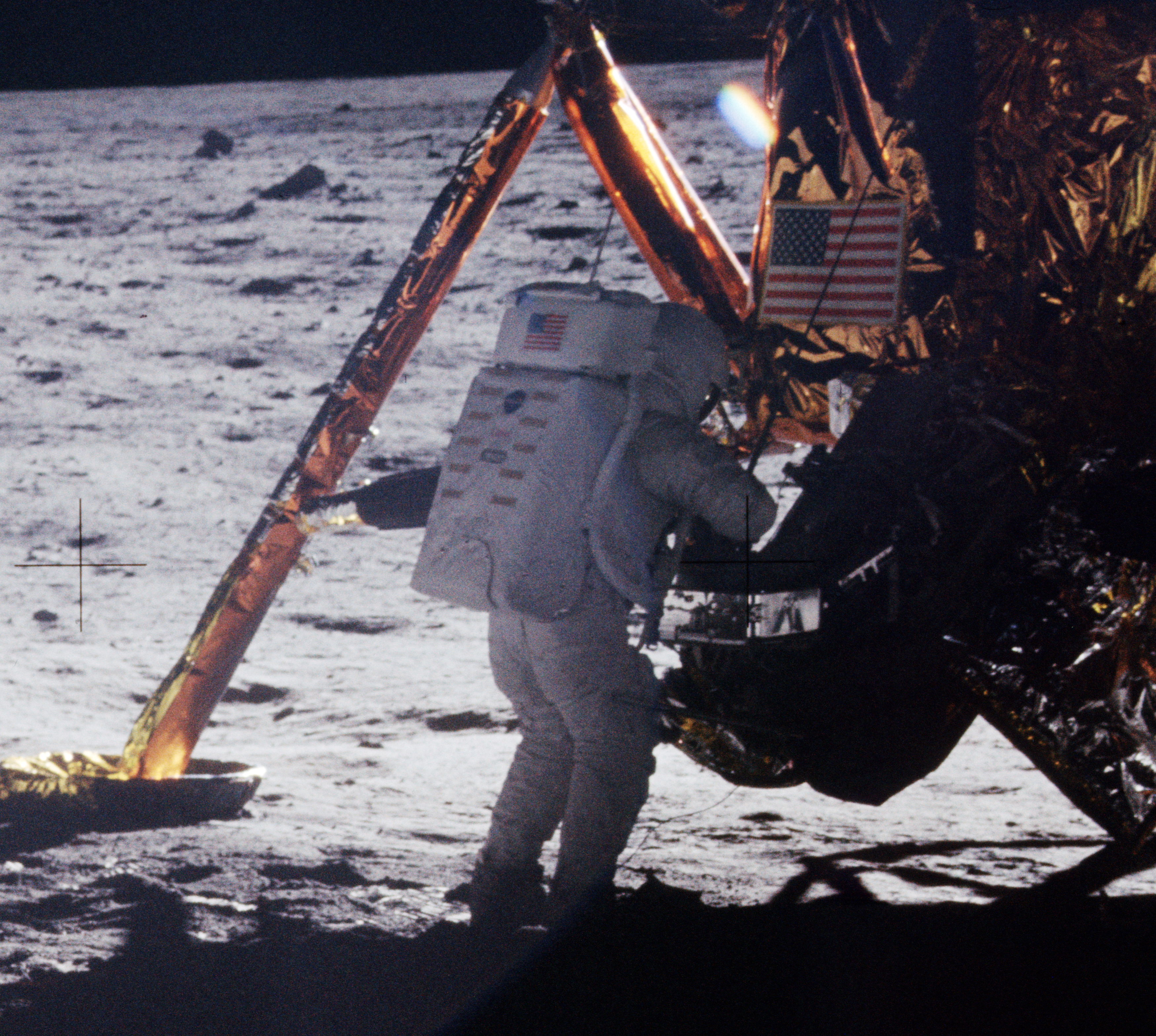
نیل آرمسترانگ با گام نهادن بر ماه در ۲۱ ژوئیه ۱۹۶۹، رقابت فضایی را به سود ناسا به پایان رساند.

رقابت فضایی (به انگلیسی: Space Race)، رقابت بین سازمان فضایی فدرال روسیه از سوی اتحاد جماهیر شوروی سوسیالیستی و ناسا از ایالات متحده آمریکا در زمینه فضا بود. این مسابقه با ارسال ماهواره اسپوتنیک۱ از طرف اتحاد جماهیر شوروی سوسیالیستی شروع شد. ایالات متحده آمریکا پس از ارسال اسپوتنیک-۱ ماهواره اکسپلورر ۱ را در جواب شوروی به فضا ارسال کرد.بعد یوری گاگارین روسی برای نخستین‌بار با وستوک-۱ در تاریخ ۱۲ آوریل ۱۹۶۱ به‌سوی فضا پرتاب شد. وی اولین انسانی بود که به فضای خارج از زمین وارد شد. از سوی دیگر، نیل آرمسترانگ از ناسا با فضاپیمای آپولو ۱۱ به سوی فضا پرتاب شد و در تاریخ ۲۱ ژوئیه ۱۹۶۹ بر ماه گام نهاد. وی اولین انسانی بود که بر کره‌ی ماه قدم گذاشت.